# Fortece dackie w górach Orăștie
Fortece dackie w górach Orăștie – grupa ruin fortec dackich pochodzących z I w. p.n.e. oraz I w. n.e., a zniszczonych po porażce Decebala w wojnach przeciwko Rzymianom, położonych w Rumunii, w okręgu Hunedoara, w południowo-zachodniej części Siedmiogrodu, która niegdyś stanowiła centrum państwa Daków.
W 1999 roku ruiny sześciu z nich wpisano na listę światowego dziedzictwa UNESCO.

## Fortece
Na listę UNESCO wpisanych jest sześć dackich fortec:
- Sarmizegetusa Regia w Grădiștea de Munte 45°37′23″N 23°18′43″E/45,623056 23,311944
- Costești-Cetățuie w Costești 45°41′34″N 23°08′47″E/45,692778 23,146389
- Costești-Blidaru w Costești 45°40′00″N 23°09′47″E/45,666667 23,163056
- Piatra Roșie w Luncani 45°36′11″N 23°09′00″E/45,603056 23,150000
- Bănița 45°28′N 23°13′E/45,466667 23,216667
- Căpâlna 45°48′N 23°36′E/45,800000 23,600000

## Historia
Fortece (cytadele), nazywane przez Rzymian podczas wojen z Dakami „ufortyfikowanymi górami”, były szczytowym osiągnięciem dackiej architektury, łączącym budowle drewniane i murowane. Wznoszono je od I w. p.n.e., w okresie rozkwitu państwa Daków. Skupione w terenie górzystym, położone w niewielkich odległościach od siebie, tworzyły zaplanowany, koncentryczny system obronny, wzmocniony położonymi pomiędzy fortecami punktami umocnionymi o mniejszym znaczeniu oraz kilkudziesięcioma wieżami obserwacyjnymi.
Najbardziej znana z fortec, Sarmizegetusa Regia, była stolicą słynnych władców Daków, Burebisty i Decebala. Przez długie lata za jej pozostałości uznawano znane od XVI w. ruiny rzymskiego miasta Ulpia Traiana Sarmizegetusa; w rzeczywistości miasto to zostało wzniesione po podboju Dacji przez Rzymian jako stolica rzymskiej prowincji Dacji. Dopiero w XX w. zidentyfikowano dawną stolicę dacką.
Do dzisiaj zachowały się jedynie niewielkie pozostałości tych twierdz, najlepiej zachowane są fortece w Sarmizegetusa Regia oraz Costești. Danych na temat ich wyglądu dostarczają także płaskorzeźby ze znajdującej się w Rzymie kolumny Trajana, przedstawiające sceny z jego wojen przeciwko Decebalowi.

## Architektura
Fortece obejmowały szczyty wzniesień. Były otoczone podwójnym lub potrójnym pierścieniem umocnień (murów, palisad, wałów) z bastionami. Wewnątrz znajdowały się zarówno budowle świeckie (w tym całe dzielnice mieszkalne), jak i religijne (świątynie były budynkami o rzędach słupów czy kolumn; szczególnie dobrze znane są dwie koliste świątynie z Samizegetusa Regia). Ostatni ośrodek oporu stanowiły wieże mieszkalno-obronne o charakterze późniejszego donżonu. Cytadele zbudowano przy użyciu oryginalnej techniki budowlanej, polegającej na wykorzystaniu drewnianych belek do wzmocnienia kamiennego muru od wewnątrz.